# آئوریسیدین
آئوریسیدین (به انگلیسی: Aureusidin) با فرمول شیمیایی C۱۵H۱۰O۶ یک ترکیب شیمیایی با شناسه پاب‌کم ۵۲۸۱۲۲۰ است. که جرم مولی آن ۲۸۶٫۲۳ g/mol می‌باشد. 